# الاتحاد العام للأشخاص ذوي الإعاقة (فلسطين)
الاتحاد العام للأشخاص ذوي الإعاقة الفلسطينيين تأسس عام 1991، هو منظمة فلسطينية شعبية حقوقية غير ربحية تأسَّست عام 1991 وتتخذُ من مدينة القدس مقرًا لها. يُزاول الاتحاد عمله من خلال مقره المؤقت بمدينة رام الله، وله فروع في كافة المحافظات الفلسطينية.

## الأهداف
- تمثيل الأشخاص المعاقين الفلسطينيين والدفاع عن حقوقهم في مختلف مجالات الحياة، ويقدم الخدمات لكافة الجهات دون تمييز وليس له أي انتماءات حزبية أو دينية أو طائفية.[5]
- العمل على تطبيق القانون المتعلق بالمعاقين الفلسطينيين، ومتابعة جميع الانتهاكات التي يتعرض لها الأشخاص ذوي الإعاقة.
- مساعدة المعاقين بمحاولة متابعة توظيفهم في المؤسسات الفلسطينية حيث كفل لهم القانون الحصول على الوظائف.[6]
- حق المعاق في التعليم و‌العمل ودمج المعاقين في الحياة المجتمعية الفلسطينية.[7]

## أنواع الإعاقات
يُركّز الاتحاد على عددٍ من أنواع الإعاقة بما في ذلك:
- الإعاقة الحركية الناتجة عن خلل وظيفي في الأعصاب أو العضلات أو العظام والمفاصل ومنها جرحى الانتفاضة الفلسطينية والحوادث الأخرى.
- الإعاقة الحسية الناتجة عن إصابة الأعصاب وينتج عنها إعاقة بصرية أو سمعية أو نطقية.
- الإعاقة الذهنية الناتجة عن خلل في الوظائف للدماغ، وينتج عنها إعاقات تعليمية أو صعوبة تعلم أو خلل في التصرفات والسلوك.
- الإعاقة العقلية الناتجة عن أمراض نفسية أو أمراض وراثية أو شلل دماغي تُعيق العقل عن القيام بوظائفه.[8][9]